# Elanor Boekholt-O'Sullivan
Elanor Boekholt-O'Sullivan (1976) is een Nederlandse luitenant-generaal bij de Koninklijke Luchtmacht. Sinds 5 juli 2018 was zij commandant van het Defensie Cyber Commando, per 1 oktober 2020 was ze  Plaatsvervangend Commandant Luchtstrijdkrachten in de rang generaal-majoor en per 1 juni 2022 is ze plaatsvervangend directeur-generaal (PDG) beleid op de bestuursstaf in de rang van luitenant-generaal.

## Levensloop
Elanor Boekholt werd geboren in Ierland als dochter van een Ierse vader en een Nederlandse moeder. Op tweejarige leeftijd, na de echtscheiding van haar ouders, ging ze met haar moeder en twee oudere broers in Culemborg wonen. Als kind toonde Boekholt al belangstelling voor maatschappelijke thema's als hongersnood, oneerlijkheid en armoede. In combinatie met haar avontuurlijke instelling koos ze voor een carrière als militair.

#### Militaire carrière
Van 1996-1998 volgde ze de opleiding tot luchtmachtofficier aan de KMA, waarna ze onder meer werkte bij de Militaire Inlichtingen en Veiligheidsdienst, als pelotonscommandant bij de Nederlandse Defensie Academie en als stafofficier van de plaatsvervangend commandant van de luchtmacht.
Eind 2007 werd Boekholt vijf maanden uitgezonden naar Afghanistan waar ze zich als projectleider bezig hield met de wederopbouw van de civiele luchtvaart.
Van 2008 tot 2010 was ze commandant van het opleidingssquadron op de vliegbasis Woensdrecht. Daar vormde ze het squadron, dat op de nominatie stond om te verdwijnen, om tot kenniscentrum voor de Luchtmacht. In 2010 verliet zij het opleidingssquadron en volgde zij de opleiding Hogere Defensie Vorming aan Nederlandse Defensie Academie. Aansluitend werd ze medewerker reorganisatie Informatie Voorziening Defensie bij de Defensie-ICT-organisatie (JIVC).
In 2012 werd Boekholt strategisch adviseur van de Commandant Luchtstrijdkrachten in de rang van luitenant-kolonel.

#### Commandant 'AIR'

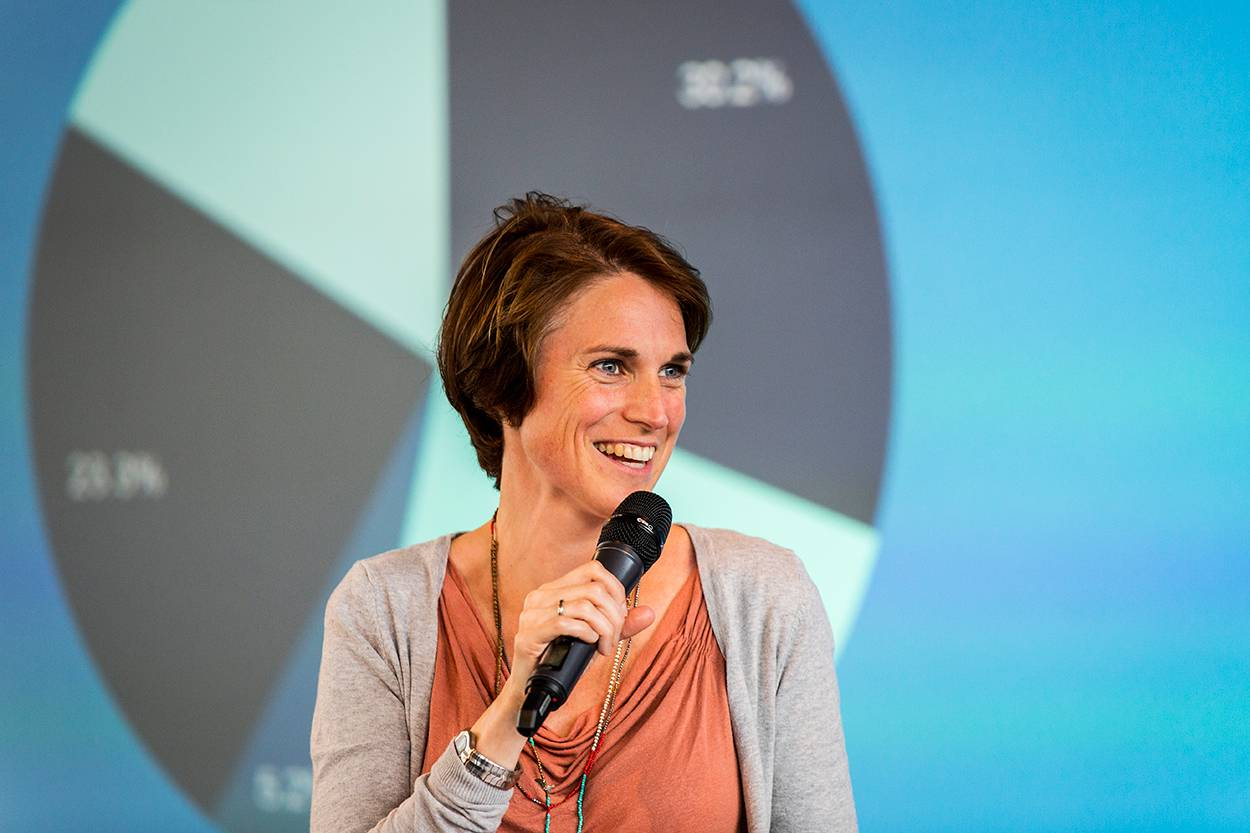
Kolonel Elanor Boekholt-O’Sullivan, voorzitter van de Innovatieraad van de Koninklijke luchtmacht. Foto genomen tijdens het zogenoemde 'Kantel-café', een symposium over innovatie bij de luchtmacht op het AOCS Nieuw Milligen.

In 2014 werd zij benoemd tot hoofd van het luchtmacht-innovatiecentrum AIR (Ambitie, Innovatie, Resultaat) in Breda. Deze denktank van de Luchtmacht richt zich op actuele ontwikkelingen in de wereld en de vraag hoe de luchtmacht hierop moet inspelen. Het doel is het bewerkstelligen van cultuurveranderingen binnen de Luchtmacht.

#### Eerste vrouwelijke vliegbasiscommandant
Boekholt trad in juni 2016 aan als commandant van de vliegbasis Eindhoven in de rang van kolonel. Deze benoeming was bijzonder: Boekholt was de eerste vrouwelijke vliegbasiscommandant en de tweede niet-vlieger die ooit commandant werd. Ook was zij veel jonger dan de meeste collega's die deze functie op middelbare leeftijd vervullen. Ze was verantwoordelijk voor de inzet van strategisch en tactisch luchttransport, tankoperaties en het uitvoeren van kustwachttaken.
In 2018 droeg zij het bevel van vliegbasis Eindhoven over aan haar echtgenoot, Harold Boekholt. De benoeming van haar echtgenoot riep vragen op omdat Elanor Boekholt bij haar vertrek een drietal controversiële dossiers achterliet. Het betrof affaires over het vervoer van gevaarlijke stoffen, een klokkenluiderszaak over gebrekkige vliegveiligheid op de vliegbasis en een zaak over de omgang met financiële integriteitsschendingen. Daarbij was het niet ondenkbaar dat haar echtgenoot zou moeten oordelen over haar handelen in deze zaken, waardoor hij in verlegenheid gebracht zou kunnen worden.

#### Commandant Defensie Cyber Commando

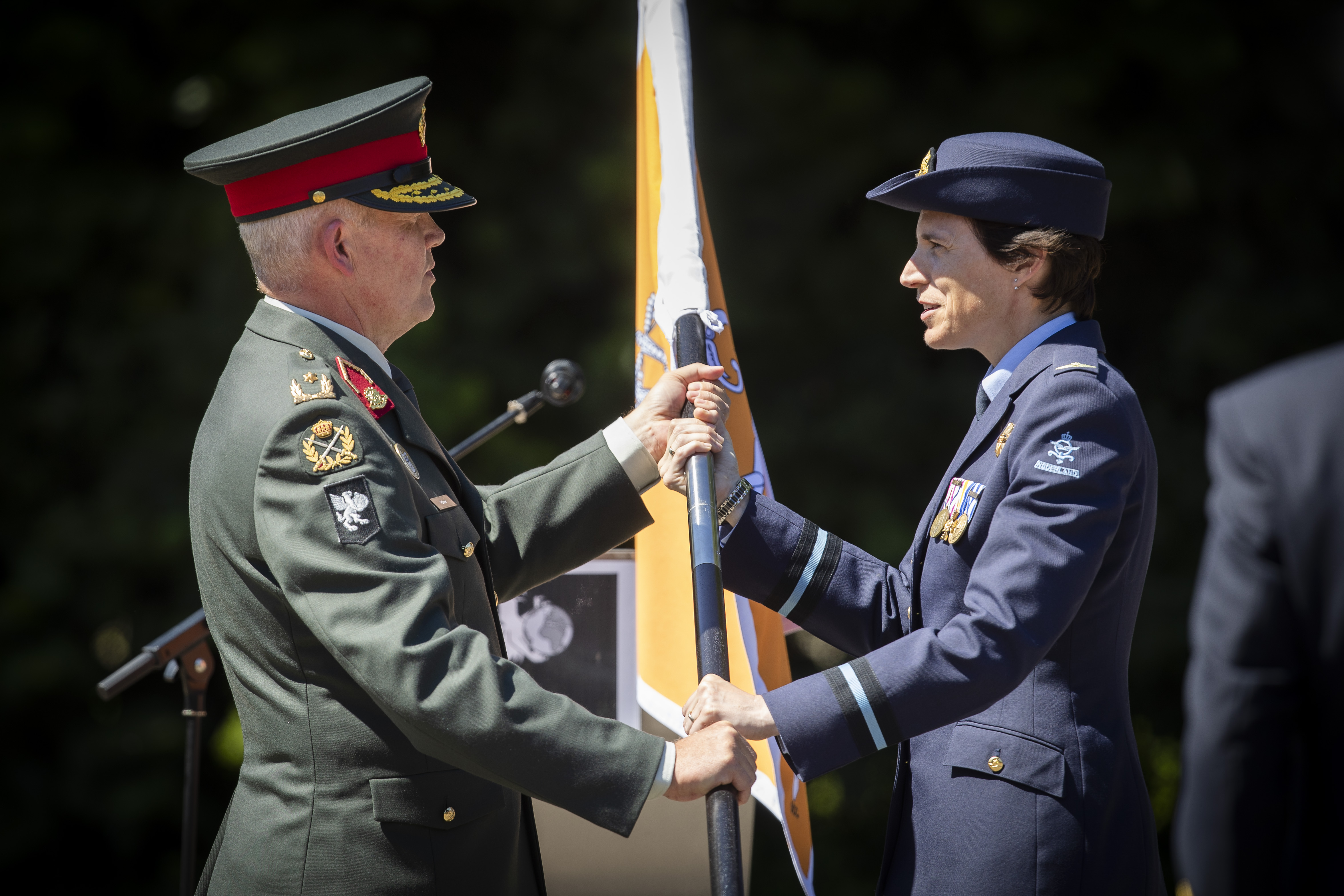
Hans Folmer draagt het commando van het Defensie Cyber Commando over aan Elanor Boekholt

Als 42-jarige luchtmachtkolonel werd Boekholt op 1 juli 2018 bevorderd tot commodore, een generaalsrang. Vier dagen later volgde zij brigadegeneraal Hans Folmer op als commandant van het Defensie Cyber Commando. In deze functie is zij verantwoordelijk voor de digitale landsverdediging met bijbehorende aanvals- en inlichtingenoperaties.
Toen Boekholt in 2018 bevorderd werd tot commodore telde Defensie nog één andere vrouwelijke generaal, commodore Madelein Spit, ook van de luchtmacht. Aansluitend werd Boekholt-O’Sullivan bevorderd tot generaal-majoor en trad aan als plaatsvervangend Commandant Luchtstrijdkrachten.

#### Eerste vrouwelijke luitenant-generaal
Elanor werd in mei 2022 bevorderd tot de luitenant-generaal en was daarmee de eerste vrouw in deze rang binnen de Nederlandse strijdkrachten. Zij vervult hiermee de functie van plaatsvervangend directeur-generaal van het Directoraat-Generaal Beleid (DGB) in Den Haag. Het jaar daarna werd ze topvrouw van het jaar.

## Persoonlijk
Elanor Boekholt is getrouwd met Harold Boekholt, die als generaal-majoor tevens bij de KLu werkzaam is. Samen hebben ze twee kinderen.

## Decoraties
Herinneringsmedaille Vredesoperaties

 Onderscheidingsteken voor Langdurige Dienst als officier

 NATO Non-Article 5 medaille

Verder is Boekholt gerechtigd tot het dragen van:

 Onderscheidingsteken voor generale staf-bekwaamheid Defensie ('Gouden zon‘)

Op 19 mei 2025 ontving ze de Francien de Zeeuw penning voor haar bijdragen aan de gelijkstelling van vrouwen aan mannen binnen Defensie.